# Wim De Vocht
Wim De Vocht (født 29. april 1982) er en belgisk tidligere professionel cykelrytter.